# Таємниця регати та інші історії
«Таємниця регати та інші історії» (англ. The Regatta Mystery) — збірка оповідань англійської письменниці Агати Крісті. Вперше опублікована у США видавництвом Dodd, Mead and Company у 1939 році. Збірка не видавалась у Великій Британії. Проте всі оповідання, представлені у цій книзі, пізніше з'явились в інших книгах у Великій Британії.
У книзі описані розслідування детективів Еркюля Пуаро, міс Марпл або Паркера Пайна.

## Список оповідань
1. Таємниця регати (англ. The Regatta Mystery);
2. Таємниця багдадської брами (англ. The Mystery of the Baghdad Chest);
3. Що росте у твоєму саду? (англ. How Does Your Garden Grow?);
4. Проблема у затоці Полленса (англ. Problem at Pollensa Bay);
5. Жовтий ірис (англ. Yellow Iris);
6. Міс Марпл розповідає історію (англ. Miss Marple Tells a Story);
7. Сон (англ. The Dream);
8. У скла похмуро (англ. In a Glass Darkly);
9. Морське розслідування (англ. Problem at Sea).